# Cyrtopeltocoris
Cyrtopeltocoris is een geslacht van wantsen uit de familie van de Miridae (Blindwantsen). Het geslacht werd voor het eerst wetenschappelijk beschreven door Odo Reuter in 1876.

## Soorten
Het genus bevat de volgende soorten:

- Cyrtopeltocoris ajo Knight, 1968
- Cyrtopeltocoris albofasciatus Reuter, 1876
- Cyrtopeltocoris arizonae Knight, 1968
- Cyrtopeltocoris balli Knight, 1968
- Cyrtopeltocoris barberi Knight, 1968
- Cyrtopeltocoris brailovskyi Wyniger, Schuh & Henry, 2023
- Cyrtopeltocoris conicatus Knight, 1968
- Cyrtopeltocoris cubanus Poppius, 1914
- Cyrtopeltocoris fractifasciatus Wyniger, Schuh & Henry, 2023
- Cyrtopeltocoris gracilentis Knight, 1930
- Cyrtopeltocoris hallodapoides Wyniger, Schuh & Henry, 2023
- Cyrtopeltocoris huachucae Knight, 1968
- Cyrtopeltocoris illini Knight, 1941
- Cyrtopeltocoris mexicanus Carvalho & Costa, 1995
- Cyrtopeltocoris nudipronotum Wyniger, Schuh & Henry, 2023
- Cyrtopeltocoris oklahomae Knight, 1968
- Cyrtopeltocoris pronotosus Wyniger, Schuh & Henry, 2023